# أوروك أكاراندوت
أوروك نيكوديموس أكاراندوت (بالإنجليزية: Orok Akarandut)‏ (18 مارس 1987) لاعب كرة قدم بحريني يلعب حاليا لصالح نادي الدرجة الأولى الحد البحريني في مركز المهاجم من 2014.

## الإنجازات
- الدرجة الأولى (1): 2016
- كأس ملك البحرين (1): 2015

## روابط خارجية
- أوروك أكاراندوت على موقع Soccerway.com (الإنجليزية)